# 삼십 줄곶
《삼십 줄 곶》(三十路岬 미소지미사키[*])은 텔레비전 애니메이션 《러키☆스타》의 16화의 삽입노래 · 엔딩 테마, 및 그 곡을 수록한 맥시 싱글 CD · 카셋트의 명칭이다. CD · 카셋트는 2007년 8월 29일에 란티스에서 발매, 성우 콘노 히로미가 연기한 캐릭터 '코가미 아키라' 명의로 노래하고 있다.

## 해설
텔레비전 애니메이션 《러키☆스타》 내의 미니 코너 《러키☆채널》에 등장하는 중학생 아이돌 코가미 아키라의 곡으로서 릴리즈. 첫회 한정으로 엔카의 정평이기도 한 카셋트판도 발매되었다.
《러키☆채널》 16회에 라이브 회장이라는 이름뿐의 가라오케에서 아키라가 노래하고 16화의 엔딩으로서 아키라 역의 콘노 히로미가 출연한 프로모션 비디오가 나왔다.
당초부터 "성실하게 엔카를 만들자"라는 명확한 컨셉으로 만들어져 악곡이나 쟈켓 디자인, 소책자, 프로모션 비디오에 이르기까지 엔카 작품을 답습한 형태가 되고 있다.
오리콘주간 랭킹에서는 종합 첫등장 21위, 엔카 부문에서는 3위.

## 수록곡
1. 三十路岬
작사：하타 아키　작곡・편곡：코우사키 토오루
2. 夢結びの雨(꿈을 이어주는 비)
작사：하타 아키　작곡・편곡：코우사키 토오루
3. 三十路岬（off vocal）
4. 夢結びの雨（off vocal）

## 그 외
- 쟈켓은 일본옷을 입은 콘노 히로미의 사진과 코가미 아키라의 일러스트가 양면에 인쇄되어 있고, 입고 있는 일본옷도 같다.
- 일본옷은 당초 두 벌로 준비되어 있었지만 본인 추천의 아키라(14세)를 의식한 대중적인(빨강에 검은 체크무늬) 옷에서 감독의 의향으로 수수한 모양으로 변경되었다.
- 프로모션 비디오는 곡명에 '곶'이 있는 걸 의식, 산악지대에 있는 홋카이도(콘노 히로미의 출신지) 카미카와쵸 소운쿄의 폭포 부근에서 촬영했다.
- 러키☆채널 -료오학원 방과후의 책상- 오프닝 테마로서도 사용되고 있다.
- 한국어 더빙판에서는 서른 살 고개라는 제목으로 같은 아키라 성우인 여민정이 노래를 불러 화제가 되었다.